# Вуд Ривер (Илиноис)
Вуд Ривер (енгл. Wood River) град је у америчкој савезној држави Илиноис. По попису становништва из 2010. у њему је живело 10.657 становника.

## Демографија
Према попису становништва из 2010. у граду је живело 10.657 становника, што је 639 (5,7%) становника мање него 2000. године.
| Група             | 2000.          | 2010.          |
| Белци             | 10.928 (96,7%) | 10.110 (94,9%) |
| Афроамериканци    | 71 (0,6%)      | 155 (1,5%)     |
| Азијати           | 51 (0,5%)      | 56 (0,5%)      |
| Хиспаноамериканци | 137 (1,2%)     | 203 (1,9%)     |
| Укупно            | 11.296         | 10.657         |